# Гонец (спутниковая система связи)

КА «Гонец-Д1»

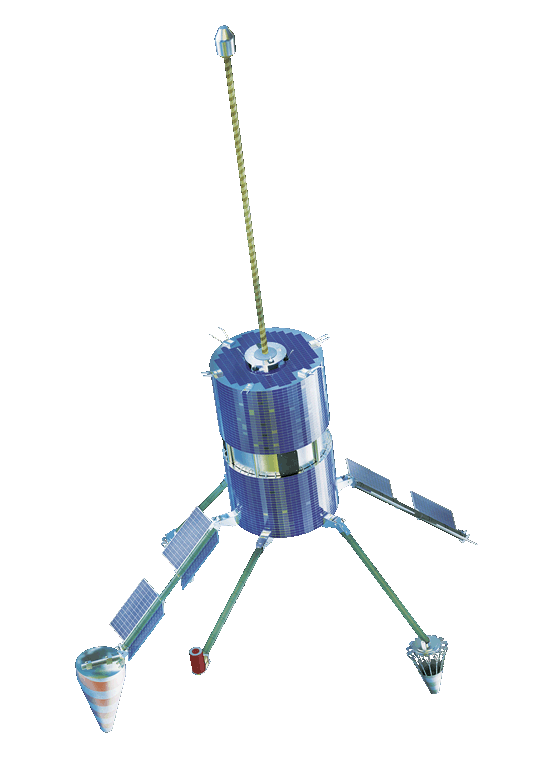
КА «Гонец-М»

«Гоне́ц» — российская многофункциональная система персональной спутниковой связи (МСПСС), построенная на базе низкоорбитальных космических аппаратов. Назначением системы является оказание услуг связи в глобальном масштабе. Система разрабатывается по заказу Федерального космического агентства России. Головным разработчиком является АО «Информационные спутниковые системы имени академика М. Ф. Решетнёва», оператором и эксплуатирующей организацией — АО «Спутниковая система „Гонец“».

## История
Разработка системы низкоорбитальной связи «Гонец» в порядке конверсии на основе системы спецсвязи «Стрела-3» была начата в 1989 году по инициативе генерального директора НПО «Союзмединформ» Александра Киселёва, поддержанной генеральным директором НПО ПМ Михаилом Решетнёвым. 13 июля 1992 года запуском двух космических аппаратов демонстрационного проекта «Гонец-Д» и развёртыванием сети абонентских наземных станций был создан прототип системы связи на базе низкоорбитальных космических аппаратов.
В 1994 году решением Росавиакосмоса работы по проекту системы были одобрены и рекомендованы для включения в Федеральную космическую программу России до 2000 года, после чего работы по проекту «Гонец» выполнялись в рамках государственного контракта между Росавиакосмосом и тремя головными исполнителями. Для реализации проекта были доработаны имеющиеся 12 КА 17Ф13 «Стрела-3». В 1996 году был сдан в опытную эксплуатацию Центр управления связью, в 1997 году — Центральная региональная станция (ЦРС-1) в Москве и региональная станция (РС-1) в Железногорске Красноярского края.
Запуск рабочих спутников начался 19 февраля 1996 года с запуском аппаратов «Гонец-Д1» № 1, 2 и 3. Группировка была пополнена ещё шестью спутниками в 1997 (№ 4, 5, 6) и 2001 году (№ 10, 11, 12). Спутники под номерами № 7, 8, 9 были утеряны из-за аварии ракеты-носителя «Циклон-3» 27 декабря 2000 года.
С 2005 года началась опытная эксплуатация модернизированной версии спутника «Гонец-Д1М» с вывода аппарата «Гонец-М» ракетой-носителем «Космос-3М». Со второй половины 2010-х годов и по 2022 год[когда?] группировка пополняется спутниками «Гонец-М».
Три спутника с номерами 21, 22 и 23 были запущены 31 марта 2015 года.
На 2016—2019 год предполагалось изготовить ещё 7 аппаратов «Гонец-М». При этом на середину 2016 года уже были изготовлены и помещены на ответственное хранение до отправки на космодром для запуска 3 аппарата «Гонец-М».
В конце 2019 года орбитальная группировка «Гонец-Д1М» состояла из 12 космических аппаратов «Гонец-М», из которых 9 работали по целевому назначению.
Три новых аппарата «Гонец-М» пополнили орбитальную группировку 22 октября 2022 года. На начало 2023 года группировка насчитывала 18 космических аппаратов.

## Состав системы

### Спутники
Изначально предполагалось, что орбитальная группировка должна состоять из 24 КА «Гонец-М», однако впоследствии было принято решение о развёртывании системы в 2 этапа. На первом группировка должна состоять из 12 спутников «Гонец-М», а на втором из 12 спутников «Гонец-М1».
При двенадцати спутниках на орбите система «Гонец» способна обеспечить передачу данных в режиме реального времени в северных широтах. При этом в средних широтах связь будет почти беспрерывной, а на экваторе перерывы в передаче сигнала составят около 15 минут. При двадцати четырёх спутниках связь будет доступна «онлайн» в любой точке земного шара.

### Региональные станции
Наземная инфраструктура — это станции в Москве, Южно-Сахалинске и Железногорске (Красноярский край)..
В ноябре 2019 года было открыто ещё четыре новых региональных филиала АО Спутниковая система «Гонец» — в Мурманске, Ростове-на-Дону, Норильске и Анадыре. Эти города были выбраны для размещения в каждом из них по одной региональной станции многофункциональной системы персональной спутниковой связи «Гонец-Д1М».

## Назначение системы и услуги на её базе
Основным назначением системы «Гонец» является обеспечение связью зон вне покрытия наземными сетями GSM, предоставление связной среды для российской системы координатно-временного обеспечения ГЛОНАСС и связь со стационарными и мобильными абонентами, находящимися в труднодоступных регионах.
Абонент системы «Гонец-Д1М» имеет возможность отправлять и получать текстовые сообщения неограниченного объёма, используя абонентский терминал «Гонец».
В качестве адресатов могут выступать адреса электронной почты, абоненты мобильных сетей связи или абоненты спутниковой сети «Гонец».
Оборудование и программное обеспечение космических аппаратов и абонентских терминалов (АТ) спроектировано таким образом, что для работы системы не требуется непрерывное нахождение абонентов в зоне радиовидимости космического аппарата (КА). При отсутствии совместной зоны радиовидимости АТ и КА сообщение буферизуется и передаётся при пролёте одного из КА системы над абонентом.
В данное время на базе системы «Гонец» реализованы следующие услуги:
- обмен сообщениями между абонентами системы «Гонец» в глобальном масштабе;
- передача данных о местоположении объектов, полученных с использованием системы ГЛОНАСС или других навигационных систем;
- обмен сообщениями между абонентами системы «Гонец» и абонентами стандартной электронной почты как в персональном, так и в групповом режимах, по стандартным почтовым протоколам Х.400 и SMTP/IMAP, с возможностью отправки прикреплённых файлов небольших размеров.
- обмен сообщениями между абонентами системы «Гонец» и абонентами мобильных сетей связи в глобальном масштабе (на 01.12.2017 в списке платных услуг была заявлена передача SMS сообщений только на/от Российских мобильной сетей связи). Терминал «Гонец» автоматически выбирает спутниковую или наземную мобильную сеть в зависимости от доступности на текущий момент;
- циркулярная передача сообщений группе пользователей;
- передача телеметрической (датчиковой) информации контролируемых объектов в центры мониторинга;
- построение ведомственных подсистем связи.

Низкая орбита в отличие от геостационарной (1,4 против 40 тыс. км) требует менее мощного передатчика, что позволяет выпускать компактные и недорогие терминалы даже по сравнению с VSAT.

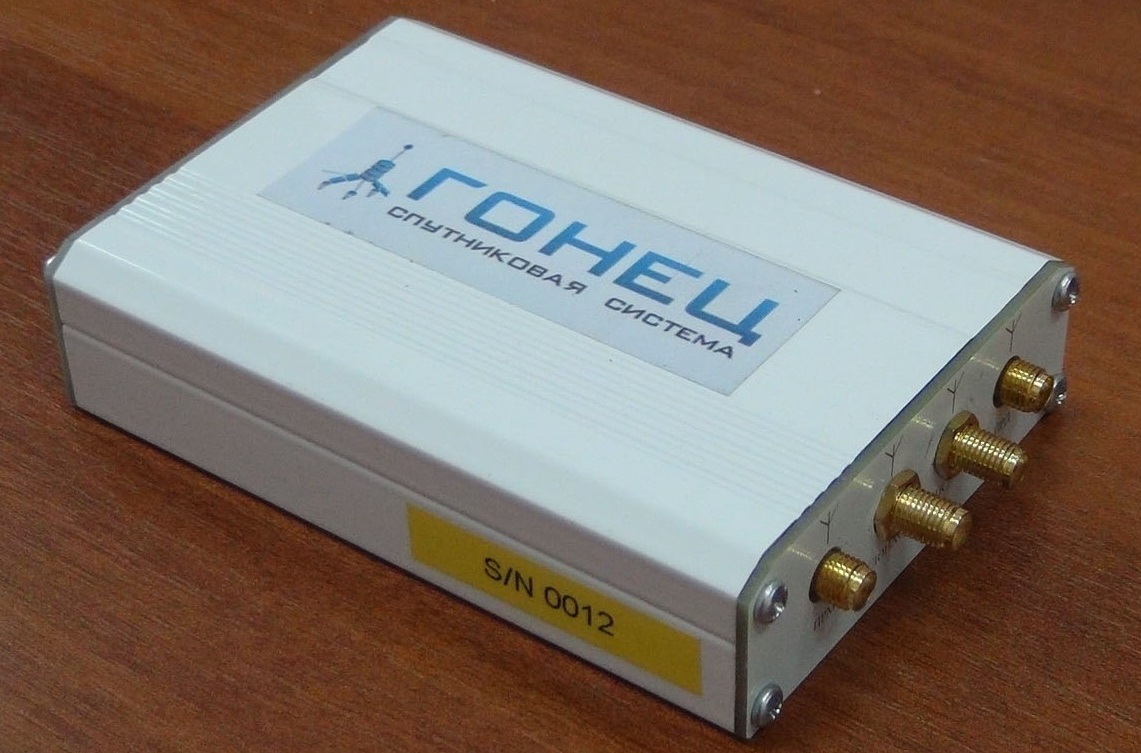
Абонентский терминал «Гонец» диапазона 0,3-0,4 ГГц мобильный обслуживаемый

Абонентские терминалы системы выпускаются в стационарном, носимом и мобильном вариантах исполнения. Размеры терминалов и антенн компактны и пригодны для эксплуатации на различных видах объектов, а также для персонального пользования. Например, размеры терминала модификации «Мобильный обслуживаемый» составляют 12х7,5×2,5 см.
Данные передаются в системе как без задействования наземного сегмента (точка-точка: абонент-КА-абонент), так и с задействованием региональных станций (абонент-КА-региональная станция). Региональные станции обеспечивают маршрутизацию сообщений, а также информационный обмен абонентов с сетью Интернет.
При нахождении передающего и принимающего терминалов в зоне радиовидимости одного КА время доставки сообщения составляет 1-2 минуты. Время ожидания сеанса связи абонентом на территории России для системы с 12 КА составляет от 0 (на северной границе) до 15 минут (на южной границе России).
С появлением нового поколения космических аппаратов системы также станет возможной поддержка голосовой связи.

## Области применения и потребители
Применение спутниковой системы «Гонец» типично для систем подвижной спутниковой связи:
- передача координатно-временной информации ГЛОНАСС
- связь в удалённых регионах;
- мониторинг транспорта;
- мониторинг экологических и промышленных объектов;
- связь в зоне бедствий;
- связь в интересах различных ведомств и министерств.

Типичными сферами применения МСПСС «Гонец-Д1М» являются сбор и передача координатно-временной информации ГЛОНАСС с средств транспорта, сбор и передача датчиковой информации со стационарных или подвижных объектов в труднодоступных районах (например, мониторинг буровых вышек, метеорологических станций, трубопроводов и т. п.), персональная связь с абонентами в труднодоступных регионах, передача конфиденциальной информации между удалёнными абонентами. Услуги на базе системы оказываются в глобальном масштабе.
Спутники системы «Гонец» будут использоваться для передачи сигнала ЭРА-ГЛОНАСС в районах, не покрытых наземными сетями связи.
Основными потребителями системы «Гонец» в настоящее[когда?] время являются Министерство транспорта РФ, «Росатом», Росгидромет, Правительство Республики Саха (Якутия), Росрыболовство России, ФСК ЕЭС, ФГБУ «Арктический и Антарктический НИИ», ГУП «Хатангский авиаотряд», НПП «АпАТэК», Камов (ОАО), ООО «Экологическая компания Сахалина» и др.
Согласно приказу Минсельхоза РФ об обязательной передачи координат судна, находящегося на промысле, в центры отраслевой системы мониторинга Росрыболовства, предписано обязательное использование судовых земных станций «Гонец» (либо аналога — станции «Инмарсат»), для чего создан абонентский терминал «АТ-МН-2.1».

## Технические характеристики

### Технические характеристики космических аппаратов
|                                                             | «Гонец-Д1» | «Гонец-М» |
| ----------------------------------------------------------- | ---------- | --------- |
| Масса, кг                                                   | 240        | 280       |
| Количество каналов на аппарате, Земля — борт / борт — Земля | 1 / 1      | 14 / 2    |
| Объём бортового ЗУ, МБ                                      | 1,5        | 8         |
| Мощность системы электропитания, Вт                         | 120        | 200       |
| Срок активного существования, лет                           | 1,5        | 5—7       |
| Коррекция орбиты                                            | нет        | есть      |

### Состав орбитальной группировки
| Дата запуска    | Имя                                | Номер полёта | SCN         | Примечания |
| --------------- | ---------------------------------- | ------------ | ----------- | --- |
| 19.02.1996      | «Гонец Д1» № 1                     | 1996-009A    | 23787       | В эксплуатации |
| 19.02.1996      | «Гонец Д1» № 2                     | 1996-009B    | 23788       | Выведен из системы |
| 19.02.1996      | «Гонец Д1» № 3                     | 1996-009C    | 23789       | Выведен из системы |
| 14.02.1997      | «Гонец Д1» № 4                     | 1997-006A    | 24725       | Выведен из системы в 2000 г. |
| 14.02.1997      | «Гонец Д1» № 5                     | 1997-006B    | 24726       | Выведен из системы |
| 14.02.1997      | «Гонец Д1» № 6                     | 1997-006C    | 24727       | Выведен из системы в 2000 г. |
| 27.12.2000      | «Гонец Д1» № 7                     | —            | —           | Потерян из-за аварии ракеты-носителя «Циклон-3»                                                                                         |
| 27.12.2000      | «Гонец Д1» № 8                     | —            | —           | Потерян из-за аварии ракеты-носителя «Циклон-3»                                                                                         |
| 27.12.2000      | «Гонец Д1» № 9                     | —            | —           | Потерян из-за аварии ракеты-носителя «Циклон-3»                                                                                         |
| 28.12.2001      | «Гонец Д1» № 10                    | 2001-058D    | 27058       | Выведен из системы в январе 2004 г. |
| 28.12.2001      | «Гонец Д1» № 11                    | 2001-058E    | 27059       | Выведен из системы в декабре 2008 г. |
| 28.12.2001      | «Гонец Д1» № 12                    | 2001-058F    | 27060       | Выведен из системы в мае 2006 г. |
| 21.12.2005      | «Гонец-М» № 11Л                    | 2005-048A    | 28908       | Не был введён в эксплуатацию из-за отказа ретранслятора                                                                                 |
| 08.09.2010      | «Гонец-М» № 12                     | 2010-043C    | 37154       | В эксплуатации |
| 28.07.2012      | «Гонец-М» № 13                     | 2012-041B    | 38734       | В эксплуатации (с 20.11.2012) |
| 28.07.2012      | «Гонец-М» № 15                     | 2012-041D    | 38736       | В эксплуатации (с 20.11.2012) |
| 12.09.2013      | «Гонец-М» № 14                     | 2013-048A    | 39249       | В эксплуатации (с 12.09.2013) |
| 12.09.2013      | «Гонец-М» № 16                     | 2013-048B    | 39250       | В эксплуатации (с 12.09.2013) |
| 12.09.2013      | «Гонец-М» № 17                     | 2013-048C    | 39251       | В эксплуатации (с 12.09.2013) |
| 03.07.2014      | «Гонец-М» № 18                     | 2014-036A    | 40061       | В эксплуатации (с августа-октября 2014)                                                                                                 |
| 03.07.2014      | «Гонец-М» № 19                     | 2014-036B    | 40062       | В эксплуатации (с августа-октября 2014)                                                                                                 |
| 03.07.2014      | «Гонец-М» № 20                     | 2014-036C    | 40063       | В эксплуатации (с августа-октября 2014)                                                                                                 |
| 31.03.2015      | «Гонец-М» № 21                     | 2015-020A    | 40552       | В эксплуатации (с 10.07.2015) |
| 31.03.2015      | «Гонец-М» № 22                     | 2015-020B    | 40553       | В эксплуатации (с 10.07.2015) |
| 31.03.2015      | «Гонец-М» № 23                     | 2015-020C    | 40554       | В эксплуатации (с 10.07.2015) |
| 27.12. 2019     | «Гонец-М» № 24, 25, 26             | 2019-096A…C  | 44905…44907 | В эксплуатации |
| 28.09.2020      | «Гонец-М» № 27, 28, 29             | 2020-068A…C  | 46486…46488 | В эксплуатации |
| 03.12.2020      | «Гонец-М» № 30, 31, 32             | 2020-091A…C  | 47227…47229 | В эксплуатации |
| 22.10.2022      | «Гонец-М» № 33, 34, 35             | 2022-139A…C  |             | [блок № 18] — Произведён пуск РН «Союз-2.1б/Фрегат» c космодрома «Восточный» и ввод в эксплуатацию. Изготовление КА начато в 2017 году. |
| IV квартал 2022 | «Гонец-М» № 36, 37, 38             |              |             | План [блок № 19] — «Ангара-1.2»/АМ — «Плесецк» 35/1                                                                                     |
| 2023            | «Гонец-М» № 39, 40 «Гонец-М1» № 11 |              |             | План [блок № 20] — «Ангара-1.2»/АМ — «Плесецк» 35/1                                                                                     |
| 2024            | «Гонец-М» № 41, 42, 43             |              |             | План [блок № 21] — «Ангара-1.2»/АМ — «Плесецк» 35/1                                                                                     |
| 2025            | «Гонец-М» № 44, 45, 46             |              |             | План [блок № 22] — «Ангара-1.2»/АМ — «Плесецк» 35/1                                                                                     |

### Орбиты
| Высота орбиты, км                         | 1400 |
| Наклонение, °                             | 82,5 |
| Период обращения, мин                     | 114  |
| Диаметр зоны покрытия одного спутника, км | 5000 |

### Системы
К середине 2014 года время группировка состояла из 13 спутников. Полностью развёрнутая система «Гонец-Д1М» должна была состоять из 12 спутников. В каждой из 4 орбитальных плоскостей должно было находиться по 3 спутника.
| Система                                                          | «Гонец-Д1»  | «Гонец-Д1М»                  |
| ---------------------------------------------------------------- | ----------- | ---------------------------- |
| Число спутников общее, шт. (плоскостей × спутников на плоскости) | 6 (2×3)     | 12 (3×4)                     |
| Максимальное/среднее время ожидания сеанса связи, ч              | 2,5/1,5     | 1,3/0,8                      |
| Скорость передачи информации, кбит/с                             | 2,4         | до 9,6 «вверх»; до 64 «вниз» |
| Диапазон частот, МГц                                             | 259,5—265,2 | 300—400                      |
| Вероятность ошибки на символ                                     | 10−4        | 10−5                         |
| Кодирование                                                      | Блочное     | Свёрточное (k=7, r=1/2)      |
| Протокол доступа                                                 | TDMA        | ALOHA                        |
| Пропускная способность системы, Мбит/сут                         | 10²         | 10³                          |
| Точность определения местоположения GPS/ГЛОНАСС/автономно, м     | 100/-/-     | 10/10/800                    |